# Vyvenka
La Vyvenka (in russo Вывенка?) è un fiume dell'Estremo Oriente russo. Scorre nell'Oljutorskij rajon del Territorio della Kamčatka.

## Descrizione
Il fiume ha origine dal lago Gorne, situato a un'altitudine di 389 m sul livello del mare, ai piedi nord-orientali della catena dei monti Vetvejskij. Il fiume scorre in direzione sud-occidentale attraverso un'ampia valle intermontana tra le creste parallele Pylginskij e Vetvejskij dell'altopiano dei Coriacchi. Il bacino ha un clima subartico e si trova in una zona di permafrost. La sua lunghezza è di 395 km, l'area del suo bacino è di 13 000 km². Sfocia nel golfo di Korf, nelle acque del mare di Bering. Il suo maggior affluente, da sinistra, è il Tylgovajam (lungo 114 km).

## Fauna
Il fiume e i suoi affluenti sono ricchi di: salmone keta, salmone rosso, salmerino  e la sottospecie Thymallus arcticus mertensii del Thymallus arcticus.